# Armon Watts
Armon Watts (San Luis, Misuri, 22 de julio de 1996) es un jugador profesional estadounidense de fútbol americano que se desempeña en la posición de defensive tackle en Pittsburgh Steelers, equipo de la National Football League (NFL).

## Carrera
Fue seleccionado en la sexta ronda en la Reunión Anual de Selección de Jugadores de la NFL de 2019. Hizo su debut profesional con el equipo Minnesota Vikings, en el cual jugó cuatro temporadas (2019-2022), después pasó a Chicago Bears (2022-2023), luego a Pittsburgh Steelers, donde lleva jugando una temporada.